# 武雄市
武雄市（たけおし）は、佐賀県の西部に位置する市。市中心部にある武雄温泉で知られる。

## 地理

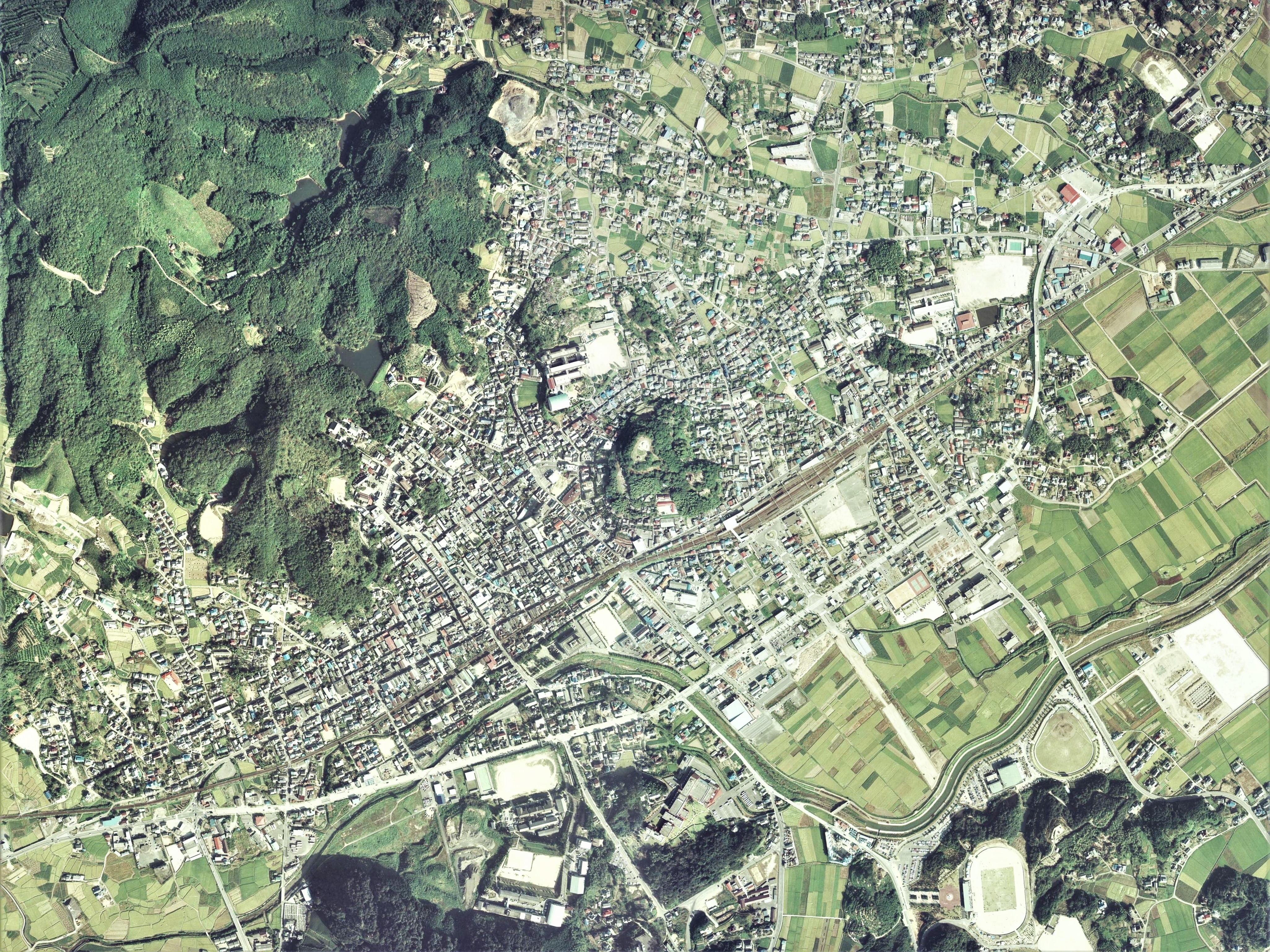
武雄市中心部周辺の空中写真。
1981年10月4日撮影の3枚を合成作成。。

佐賀県の西部、佐賀市の西約28km、佐世保市の東約30kmの場所に位置する。地形は低山と盆地と川沿いの平地が入り組む地勢である。市域南東部の武雄盆地の西の端と、市域西側の盆地に人口が集中している。他の地域は山地である。
- 盆地
  - 松浦川流域
    - 真手野盆地（武内町）
    - 川古盆地（若木町）
    - 宮野盆地（山内町）
    - 三間坂盆地（山内町）
    - 鳥海盆地（山内町）

  - 六角川流域
    - 武雄盆地（武雄町、朝日町、橘町）
    - 川登盆地（東川登町、西川登町）
- 山岳：八幡岳 (763.6m) ・青螺山 (618m) ・眉山 (518m) ・黒髪山 (516m) ・徳連岳 (443.7m) ・神六山 (447m) ・黒岳 (368m) ・犬山岳 (342m) ・杵島山 (345m) ・蓬莱山 (329.9m) ・竹古場山 (303.1m) ・赤穂山 (306m) ・黒尾山 (300m) ・虚空蔵山 (288m) ・勇猛山 (258.5m) ・柏岳 (239m) ・鳴瀬山 (206m) ・御船山 (207m) ・陣平山 (177.5m) ・潮見山 (152m) ・猪熊山 (130.7m) ・北ヶ倉山 (130m)
- 河川：武雄川・甘久川・高橋川・繁昌川・杉ノ岳川・六角川・潮見川・川古川・永野川・山中川・御所川・松浦川・鳥ノ海川・小田志川・三間坂川・狩立川・鳥海川
- 湖沼：池ノ内湖・柚ノ木谷溜池・内ノ子池・八ッ之尾溜池・玉江溜池・北畑池・浦田池・西堤池・永谷池・焼米池・番道田池・永池溜池・朝日ダム・繁昌ダム・渕の尾ダム・本部ダム・矢筈ダム・庭木ダム・永池ダム・狩立ダム・日ノ峯ダム・犬走ダム・踊瀬ダム

### 気候
年平均気温は15.4℃である。県全体からみれば、玄界灘や有明海の沿岸が16℃から16.5℃で高く、天山山塊の高原地帯が13℃から15℃で低い。武雄は後者の低い方で、同様の地帯が嬉野地区を経て多良岳へと続いている。気温は1日の気温差が大きい傾向にあり、夏は最高気温が35℃を超えることもある。内陸のため冬季を中心に乾燥しやすい。また、水蒸気が多量に供給されて、風のない夜間放熱される条件の時は霧が発生する。七山や古湯、佐賀平野の東部などと共に武雄盆地も霧の発生が多いところである。
年間降水量1996.2mm、年間日照時間1897.9時間。

### 水害
低地が多いことに加え、市内を流れる六角川は勾配が緩やかで有明海に注ぎこむ速度が遅いため、大雨が降った際には河川が増水しやすく、水害が発生しやすい。1954年9月26日には洞爺丸台風の接近に伴う豪雨で高橋川が決壊し朝日町の100戸近くが床上浸水したほか、2019年8月の大雨や2021年8月の大雨などでも市内各地で大規模な水害が発生した。

### 隣接市町村
- 佐賀県
  - 多久市
  - 唐津市
  - 伊万里市
  - 嬉野市
  - 杵島郡白石町・大町町
  - 西松浦郡有田町
- 長崎県
  - 東彼杵郡波佐見町

### 地域
武雄市は9つの「町」に分けられ、その下に大字が置かれており、「武雄市○○町大字××」の形となる。それぞれは合併前の町村（旧武雄市の7町は1954年、山内町・北方町の2町は2006年の合併）に対応する。
また、通常、住所には表記されないが、生活上の単位として集落ごとに行政区が設置されている。大字ごとに行政区を示す。
| 町       | 面積/km2 | 世帯  | 人口  | 位置   | 大字(行政区) |
| -------- | -------- | ----- | ----- | ------ | --- |
| 武雄町   | 019.36   | 06113 | 16324 | 中央   | 武雄(上西山・下西山・新町・武雄・竹下町・本町) 昭和(昭和・天神) 富岡(内町・小楠・川良・桜町・中町・永松・西浦・蓬莱町・松原・宮野町・八並) 永島(永島・花島・溝ノ上)       |
| 朝日町   | 011.98   | 01981 | 05722 | やや北 | 甘久(甘久・北上滝・高橋・南上滝) 中野(川上・黒尾・中野・繁昌) |
| 橘町     | 013.67   | 00793 | 02705 | やや東 | 芦原(鳴瀬) 片白(沖永・小野原・片白・釈迦寺・二俣・南片白) 大日(北楢崎・大日・納手・南楢崎) 永島(上野・潮見)                                                               |
| 若木町   | 022.25   | 00542 | 01861 | 北     | 川古(上宿・川古山中・御所・皿宿・下村・永野・中山) 本部(川内・黒岩・宿・菅牟田・附防・原・百堂原・本部山中) 桃川                                                          |
| 武内町   | 024.80   | 00768 | 02614 | 北西   | 梅野(梅野・西梅野・東梅野) 真手野(多々良・西真手野・東真手野・柚ノ木原)                                                                                                   |
| 東川登町 | 017.21   | 00748 | 02472 | 南     | 永野(内田・北永野・南永野) 袴野(宇土手・袴野) |
| 西川登町 | 018.01   | 00588 | 02089 | 南西   | 小田志(小田志・弓野) 神六(神六・高瀬・庭木・矢筈) |
| 北方町   | 027.25   | 02829 | 08138 | 北東   | 大崎(浦田・北方・久津具・白仁田・杉岳・西杵・西宮裾・東宮裾・馬神) 志久(追分・掛橋・木の元・高野・焼米) 旧橋下村:芦原(芦原・医王寺・椛島) 旧橋下村:大渡(大渡・蔵堂・永池) |
| 山内町   | 040.91   | 02920 | 09273 | 西     | 旧中通村:犬走(犬走・踊瀬・上戸・永尾) 旧中通村:鳥海(鳥海・船の原) 旧中通村:三間坂(三間坂) 旧住吉村:大野(今山・大野・黒髪・住吉) 旧住吉村:宮野(立野川内・宮野)             |
| 計       | 195.44   | 17292 | 51198 |        | |

1. ↑  北方町・山内町は、「杵島郡」を「武雄市」に置き換えて、北方町については、「きたがたまち」から「きたがたちょう」へ読みを変更した。
2. 1 2  2011年9月30日
3. ↑  1980年、富岡の一部を分割し発足。
4. ↑  伊万里市松浦町桃川の一部を編入。編入時期は不詳であり、松浦村時代の可能性もある。行政区は宿の一部になると思われる。

### 人口
| |                                        |  |
| 武雄市と全国の年齢別人口分布（2005年） | 武雄市の年齢・男女別人口分布（2005年） |  |
| ■紫色 ― 武雄市 ■緑色 ― 日本全国 | ■青色 ― 男性 ■赤色 ― 女性              |  |
| 武雄市（に相当する地域）の人口の推移 \| 1970年（昭和45年） \| 53,997人 \| \| \| 1975年（昭和50年） \| 52,041人 \| \| \| 1980年（昭和55年） \| 53,156人 \| \| \| 1985年（昭和60年） \| 54,319人 \| \| \| 1990年（平成2年） \| 54,004人 \| \| \| 1995年（平成7年） \| 53,943人 \| \| \| 2000年（平成12年） \| 53,068人 \| \| \| 2005年（平成17年） \| 51,497人 \| \| \| 2010年（平成22年） \| 50,699人 \| \| \| 2015年（平成27年） \| 49,062人 \| \| \| 2020年（令和2年） \| 47,914人 \| \| |                                        |  |
| 総務省統計局 国勢調査より |                                        |  |
| 1970年（昭和45年） | 53,997人                               |  |
| 1975年（昭和50年） | 52,041人                               |  |
| 1980年（昭和55年） | 53,156人                               |  |
| 1985年（昭和60年） | 54,319人                               |  |
| 1990年（平成2年） | 54,004人                               |  |
| 1995年（平成7年） | 53,943人                               |  |
| 2000年（平成12年） | 53,068人                               |  |
| 2005年（平成17年） | 51,497人                               |  |
| 2010年（平成22年） | 50,699人                               |  |
| 2015年（平成27年） | 49,062人                               |  |
| 2020年（令和2年） | 47,914人                               |  |

## 歴史

### 近現代
- 1889年（明治22年）4月1日 - 町村制施行により、杵島郡武雄町が発足。
- 1900年（明治33年）6月7日 - 武雄村を編入。
- 1949年（昭和24年）5月23日 - 町内に昭和天皇の戦後巡幸。春慶屋が御泊所となった[2]。
- 1954年（昭和29年）4月1日 - 武雄町・朝日村・武内村・橘村・東川登村・西川登村・若木村が合併、市制施行して武雄市となる。
- 2006年（平成18年）3月1日 - 北方町・山内町と新設合併し、改めて武雄市が発足。旧来の武雄市は廃止となる。

### 歴代市長
| 代           | 氏名         | 就任日         | 退任日         | 備考                   |
| 旧・武雄市長 | 旧・武雄市長 | 旧・武雄市長   | 旧・武雄市長   | 旧・武雄市長           |
| ------------ | ------------ | -------------- | -------------- | ---------------------- |
| 初-2         | 中野敏雄     | 1954年5月      | 1962年5月      |                        |
| 3            | 副島博       | 1962年5月      | 1966年1月      | 任期中死去             |
| 4-6          | 本山昌太郎   | 1966年3月      | 1978年3月      |                        |
| 7-8          | 牟田勝輔     | 1978年3月      | 1986年3月      |                        |
| 9-11         | 石井義彦     | 1986年3月      | 1998年3月      |                        |
| 12-13        | 古庄健介     | 1998年3月      | 2006年2月28日  |                        |
| 武雄市長     |              |                |                |                        |
|              | 永尾光義     | 2006年3月1日   | 2006年4月16日  | 職務執行者・旧山内町長 |
| 初           | 樋渡啓祐     | 2006年4月16日  | 2008年11月21日 | 辞職                   |
|              |              | 2008年11月22日 | 2008年12月28日 | 職務代理者             |
|              | 樋渡啓祐     | 2008年12月28日 | 2010年4月15日  | 規定により残任期間     |
| 2-3          | 樋渡啓祐     | 2010年4月16日  | 2014年12月3日  | 辞職                   |
|              | 前田敏美     | 2014年12月4日  | 2015年1月11日  | 職務代理者・副市長     |
| 4-5          | 小松政       | 2015年1月11日  |                | 現職                   |

※歴代市長

## 行政

### 市長
- 小松政（3期目）
- 任期：2027年1月10日

### マスコットキャラクター
おしくらマン
2001年（平成13年）から武雄市・全日本美味暮まんじゅう選手権大会のマスコットキャラクター。

### 姉妹友好都市・提携都市
- 北海道紋別郡雄武町 - 武雄市と漢字の並びが逆の雄武町と郵便の誤配などが縁で1986年6月16日に武雄郵便局と雄武郵便局が姉妹郵便局盟約を結び、地域間での交流が始まった[5]。
- セバストポール市（英語版）（アメリカ合衆国 カリフォルニア州） - 旧山内町が1985年から友好都市提携を締結して交流が開始された。2011年4月16日（現地時間）にセバストポール市で武雄市との姉妹都市締結の再調印式が行われた。
- 秋田県秋田市 - 秋田戦争から150年となる2018年(平成30年)に「秋田市及び武雄市の交流に関する協定書」を締結[6]。この協定では両市が、観光振興・地域振興を協力して進めていくことなどを取り決め、交流の輪を広げていくことが確認された。同年5月12日には、武雄市役所の新庁舎落成を記念し「秋田竿燈まつりin武雄」が佐賀県武雄市において開催されたほか、同年8月には武雄市の小学生たちが秋田市を訪れ、同市内の小学生たちと親交を深めた。秋田市内にある葉隠墓苑では秋田戦争で戦死した佐賀藩士たちの慰霊祭が毎年行われており、武雄市役所幹部も参列している。

### 県政・県の出先機関
出先機関
- 佐賀県武雄総合庁舎
  - 武雄県税事務所
  - 武雄土木事務所
  - 武雄農林事務所
  - 杵藤保健福祉事務所
- 佐賀県畜産試験場

出先機関
- 法務省
  - 佐賀地方法務局武雄支局 - 武雄市のほか、鹿島市・嬉野市・杵島郡・藤津郡を管轄
  - 佐賀地方検察庁武雄支部
    - 武雄区検察庁 - 武雄市のほか、大町町を管轄
- 国税庁福岡国税局
  - 武雄税務署 - 武雄市のほか、鹿島市・嬉野市・杵島郡・藤津郡を管轄
- 厚生労働省
  - 武雄公共職業安定所 - 武雄市のほか、嬉野市・杵島郡[注釈 4]を管轄
  - 武雄労働基準監督署 - 武雄市のほか、鹿島市・嬉野市・杵島郡・藤津郡を管轄
- 日本年金機構
  - 武雄年金事務所 - 武雄市のほか、鹿島市・嬉野市・杵島郡・藤津郡・西松浦郡を管轄
- 国土交通省九州地方整備局
  - 武雄河川事務所 - 六角川・松浦川・厳木ダムの管理
    - 武雄河川事務所朝日出張所

  - 佐賀国道事務所武雄維持出張所
- 防衛省
  - 自衛隊佐賀地方協力本部武雄地域事務所
- 裁判所
  - 佐賀地方裁判所武雄支部 - 武雄市のほか、鹿島市・嬉野市・伊万里市・杵島郡・藤津郡・西松浦郡を管轄
  - 佐賀家庭裁判所武雄支部 - 武雄市のほか、嬉野市・伊万里市・大町町・西松浦郡を管轄
  - 武雄簡易裁判所

### 警察
- 武雄警察署
  - 交番
    - 武雄温泉駅前交番

  - 駐在所
    - 朝日駐在所
    - 橘駐在所
    - 若木駐在所
    - 武内駐在所
    - 東川登駐在所
    - 西川登駐在所
    - 大崎駐在所
    - 志久駐在所
    - 橋下駐在所
    - 三間坂駐在所
    - 宮野駐在所

### 消防
- 杵藤地区広域市町村圏組合消防本部
  - 武雄消防署
  - 山内分署

## 議会

### 市議会
- 定数：20人
- 任期：2022年4月16日 - 2022年4月15日

| 選挙     | 年       | 定数 | 議員数 | 議長     | 副議長   | 備考       |
| -------- | -------- | ---- | ------ | -------- | -------- | ---------- |
| 合併前計 | 合併前計 |      | 58     |          |          |            |
| 1        | 2006年   | 30   | 30     | 杉原豊喜 | 牟田勝浩 |            |
| 2        | 2010年   | 26   | 26     | 牟田勝浩 | 小池一哉 | [ 注釈 5 ] |
| -        | 2012年   | 26   | 26     | 杉原豊喜 | 山崎鉄好 |            |
| 3        | 2014年   | 24   | 24     | 杉原豊喜 | 吉川里己 |            |
| 4        | 2018年   | 20   | 20     | 杉原豊喜 | 川原千秋 | [ 7 ]      |

### 県議会
- 選挙区：武雄市選挙区
- 定数：2人
- 投票日：2023年4月9日
- 当日有権者数：38,992人
- 投票率：45.53％

| 候補者名   | 当落 | 年齢 | 所属党派   | 新旧別 | 得票数  |
| ---------- | ---- | ---- | ---------- | ------ | ------- |
| 石丸太郎   | 当   | 44   | 自由民主党 | 新     | 7,360票 |
| 猪村利恵子 | 当   | 60   | 無所属     | 新     | 4,826票 |
| 稲富正敏   | 落   | 75   | 自由民主党 | 現     | 4,757票 |
| 相浦孝     | 落   | 73   | 無所属     | 新     | 553票   |

## 経済・産業
就業人口
- 第一次産業：1,280人 2.5%（2010年）
- 第二次産業：5,560人 11.0%（2010年）
- 第三次産業：38,477人 76.3%（2010年）

### 第1次産業
市域の約23%が田畑で、市内全域で農業が行われている。主な農産物は米で麦、大豆の栽培も盛んである。山内町は茶やチンゲンサイ、佐賀牛などの生産が多い。しかし、年々農業所得が低下しており県内の市の中では最も低くなっており、農業後継者の高齢化と重なり耕作放棄地の増加や農業離れが深刻な問題となった。
2007年に市がレモングラス栽培を呼びかけ、当時「レモングラス課」を置いて推進した。

### 第2次産業
製造業と建設業が中心で、いずれも経営環境は厳しい。
陶磁器の生産が盛んで旧武雄市内を中心に武雄古唐津焼の窯元が多く立地している。山内町は有田町に隣接しているため有田焼（伊万里焼）の窯元が多く立地しており、陶磁器の生産が盛んである。
主な工業集積地として、武雄工業団地（若木町）、堀切工業団地（山内町）がある。2011年に武雄北方インター工業団地（北方町）が新たに造成されて分譲が開始された。
2002年に市内で創業の釣具メーカーのデュエル（1997年にヨーヅリが社名変更）が海外への生産拠点移行で地元従業員100人を解雇して武雄工場を閉鎖した。また、1990年に分譲を開始した武雄工業団地も企業の撤退・工場の閉鎖などでなかなか埋まらずにいたが、2012年に22年を経て、ようやく全区画が完売した。

### 第3次産業
商業及び武雄温泉等による観光業が中心である。
1998年4月30日に大型商業施設のゆめタウンが開業し、この影響で武雄温泉通り商店街をはじめとする市内各地の商店の閉鎖やスーパーマーケットの撤退が続き、空洞化が問題となった。2004年に地場大手で創業地である市内に本部があるオサダの破綻、2007年に創業店の武雄店も閉店した。その後、新たに閉店された数店舗に新たにスーパーマーケットが進出して新たに開店、さらに複合商業施設（メリーランド武雄・アクロスプラザ武雄）が相次いでオープンした。武雄温泉通り商店街も空き店舗対策や独自に「楼門朝市」や「灯篭まつり」などのイベントを行うなど奮闘している。また、市内の物産館などの店舗で前述のレモングラス・イノシシ肉の加工品の販売と食材に利用して市内の飲食店で提供している。2011年11月に武雄市が通販サイトF&B良品を開設、武雄市の特産品などの販売を開始したが、武雄sg、自治体特選ストア武雄を経て2018年3月29日をもって終了した。
武雄市の観光客数は1975年から増減があるものの現在まで増加傾向にある。武雄市の観光客数推多をみると、1987年の武雄北方ICが供用開始などによる交通利便性の向上により1990年に観光客数が急増し、1999年に佐賀県立宇宙科学館がオープンしたことによって2000年の観光客数が大きく増加していると考えられる。しかし、最近の動向としては減少傾向にある。日帰り観光客数は年々増加する一方で、宿泊客数は減少している。その傾向を示して、2004年に武雄温泉楼門の目前に建ち明治時代創業の歴史があった「ホテル武雄館」、2007年に北ヶ倉山頂にあり武雄市街を一望できる武雄保養センターを市が購入、県内の業者に売却して「奥武雄温泉・四季のそら」として同年にオープンしたが2011年に営業を停止した。市も『佐賀のがばいばあちゃん』のロケ誘致や武雄の観光宣伝隊「GABBA」での知名度アップや地元の商工会議所青年部、商工会青年部やまちおこし・まちづくり団体と協力・連携して、様々な企画・イベントを行うなどして観光客の増加に挑んでいる。

### 武雄市に本社を置く企業
- 九州ひぜん信用金庫
- タケックス - TOA子会社
- 九州トリシマ - 酉島製作所関連会社
- 三京ステンレス鋼管 - 三京物産子会社
- NEOMAX九州 - 日立金属グループ企業
- 有限会社エステーシー - ゼニス計測システム関連会社

### 武雄市に工場・事業所を置く企業
- 東方工業 九州工場
- 日本ハードメタル 九州工場 - オーエスジー子会社
- 東拓工業 九州工場
- サニックス
  - 武雄工場
  - 武雄第2工場
  - サンエイム 武雄B工場 - サニックス子会社
- 昭和金属工業 - ウェイバックマシン（2003年8月3日アーカイブ分） 武雄工場
- 平和電機
  - 九州ブロック 若木工場
  - 九州ブロック 橘工場
- フランソア 佐賀工場
- 東洋空機製作所 杵島工場
- 清本鐵工 佐賀工場
  - 九州製鋼 佐賀工場
- 岩尾磁器工業
  - 山内第1,3工場
  - 山内第2工場
  - 武雄工場
- 興和日東 山内工場
- ダイコー精機 九州工場
- 富士精機製作所 佐賀工場
- オムロン リレーアンドデバイス株式会社 武雄事業所 - オムロン関連会社
- 豊田合成 佐賀工場

### 商業施設
- ゆめタウン武雄
- メリーランド武雄
- アクロスプラザ武雄
- 森の遊園地 武雄嬉野メルヘン村

廃止された娯楽施設
- 武雄日活銀映劇場 - 映画館（～1970年代）
- 武雄大洋映画劇場 - 映画館（～1990年代）

## 市外局番
- 市外局番は全域が0954である。
  - 武雄MA（市内局番20 - 49）

## 郵便局
- 郵便局（ゆうちょ銀行）（18局）
  - 集配局 - 窓口業務に加え、集配業務を行う郵便局（1局）
    - 武雄郵便局

  - 無集配局（10局）
    - 武雄富岡郵便局、高橋郵便局、橘郵便局、若木郵便局、武内郵便局、東川登郵便局、西川登郵便局、北方大崎郵便局、北方郵便局、三間坂郵便局

  - 簡易郵便局（7局）
    - 川良簡易郵便局、上西山簡易郵便局、武雄永島簡易郵便局、甘久簡易郵便局、鳴瀬簡易郵便局、大渡簡易郵便局、立野川内簡易郵便局

- 郵便番号
  - 〒843-0xxx（武雄町、朝日町、橘町、若木町、東川登町、西川登町）
  - 〒849-2xxx（武内町、北方町、山内町）

## 金融機関
- 佐賀銀行（4支店）武雄支店、武雄西出張所、北方支店、三間坂出張所
- 佐賀共栄銀行武雄支店
- 十八親和銀行武雄支店
- 九州ひぜん信用金庫（本店+3支店）本店営業部、宮野町支店、北方支店、山内支店
- 佐賀西信用組合武雄支店
- 九州労働金庫武雄支店
- JAさが（JAバンク）（4支所+1出張所） - 武雄支所、武雄北支所、川登支所、山内支所、さくら出張所

## 病院
- 武雄地区休日急患センター
- 巨樹の会新武雄病院

## テレビ・ラジオ
ケーブルテレビ経由で福岡県の放送局が視聴できる。武雄市は地理的に受信環境が良くなく、下記ケーブルテレビに加入しない限り県域局（NHK・SAGA TV）しか受信できない。そのためケーブルテレビの加入率が93%と非常に高い。市内で視聴できるテレビ・ラジオは以下の通り。
テレビ※福岡波についてはケーブルテレビへの加入が前提である。
- NHK佐賀放送局 <総合1ch><Eテレ2ch>
- サガテレビ（STS、フジテレビ系列）<3ch>
- RKB毎日放送（RKB、TBS系列）<4ch>
- 福岡放送（FBS、日本テレビ系列）<5ch>
- 九州朝日放送（KBC、テレビ朝日系列）<6ch>
- TVQ九州放送（TVQ、テレビ東京系列）<7ch>
- テレビ西日本（TNC、フジテレビ系列）<8ch>

ケーブルテレビ
- ケーブルワン（旧山内町を除く）
- テレビ九州（旧山内町のみ）
- 有田ケーブル・ネットワーク（旧山内町のみ）

ラジオ
- AM
  - NHK佐賀放送局（第一放送のみ・第二放送は熊本放送局、福岡放送局のエリア）
  - NBCラジオ佐賀（長崎放送佐賀ラジオ放送局）
- FM
  - NHK佐賀放送局
  - エフエム佐賀

## 教育

### 専修学校・各種学校
- 武雄看護学校
- 武雄看護リハビリテーション学校

### 高等学校
- 佐賀県立武雄高等学校

※以下は廃校（新制 武雄市以降）
- 佐賀県立武雄青陵高等学校（2009年・武雄高へ統合）
- 佐賀女子短期大学付属佐賀女子高等学校武雄校舎（2013年閉校）

### 中学校
県立
- 佐賀県立武雄青陵中学校

市立
- 武雄市立武雄中学校
- 武雄市立武雄北中学校
- 武雄市立川登中学校

- 武雄市立北方中学校
- 武雄市立山内中学校

### 小学校
- 武雄市立武雄小学校
- 武雄市立御船が丘小学校
- 武雄市立朝日小学校
- 武雄市立橘小学校
- 武雄市立若木小学校
- 武雄市立武内小学校

- 武雄市立東川登小学校
- 武雄市立西川登小学校
- 武雄市立北方小学校
- 武雄市立山内東小学校
- 武雄市立山内西小学校

※以下は廃校（新制 武雄市以降）
- 武雄市立西川登小学校矢筈分校（2008年休校、2010年・西川登小へ統合）

### 未就学児施設
幼稚園
市立
- 北方幼稚園

私立
- 武雄カトリック幼稚園
- 明信幼稚園
- のぞみ幼稚園
- たちばな幼稚園
- 三間坂幼稚園

保育所
市立
- 武雄保育所

私立
- 光の園保育園
- 小鳩の家保育園
- ひまわり保育園
- 花島保育園
- あさひ保育園
- わかき保育園
- 武内保育園

- かわのぼり保育園
- 大﨑保育園
- 志久慈音保育園
- 山内保育園
- 芳華保育園
- 立野川内保育園

私立（認可外）
- かみにしやま保育園
- キッズハウス
- 託児所 明信園

### その他
官民一体型学校
- 武雄花まる学園

### 学校教育以外の施設
自動車教習所
- 武雄自動車学校

## 交通
- 最寄り空港は佐賀市にある佐賀空港。便数や路線の関係上、福岡空港を利用する人も多い。

### 鉄道
九州旅客鉄道（JR九州）
- 西九州新幹線
  - 武雄温泉駅
- 佐世保線

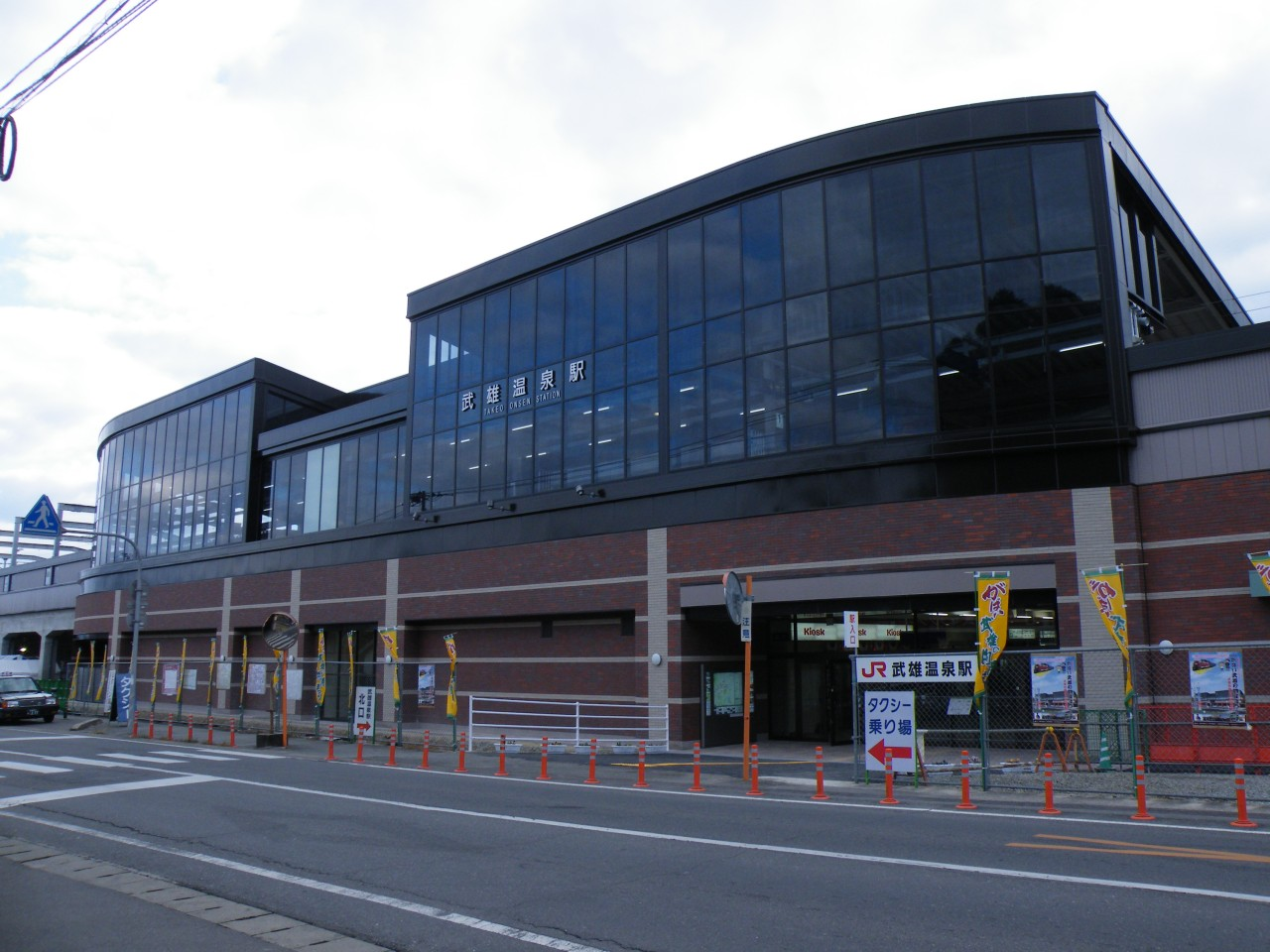
武雄温泉駅

  - 北方駅 - 高橋駅 - 武雄温泉駅 - 永尾駅 - 三間坂駅

中心となる駅：武雄温泉駅

### 路線バス

#### 高速バス
- ユタカライナー（ユタカ交通）
  - 京都市・大阪市 - 武雄市

現在は武雄市発着の高速バスは上記の夜行高速バス1路線のみである。かつては夜行高速バス「コーラルエクスプレス号」が、名古屋市および堺市・大阪市と武雄市・佐世保市を結んでいたほか、「させぼ号」の一部の便が武雄市を経由していた。

#### 一般路線バス・乗合タクシー
- 昭和自動車 - 武雄市と多久市を結ぶ乗合タクシー路線を運行する。
  - 竹下町 - 武雄温泉駅前 - 高橋駅前 - 本多久 - 多久駅北口 - 多久市役所
- 祐徳自動車 - 武雄市と周辺の嬉野市・鹿島市・大町町・江北町・小城市・佐賀市を結ぶ路線を運行する。
  - 下西山 - 武雄温泉駅前 - 高橋駅前 - 北方支所前 - 大町駅前 - 大町役場前 - 山口駅前 - 牛津駅前 - 徳万 - 佐賀県医療センター好生館 - 佐嘉神社前 - 佐賀駅BC
  - 下西山 - 武雄温泉駅前 - 嬉野市役所塩田庁舎前 - 鹿島BC - 祐徳神社
  - 三間坂駅前 - 弓野 - 嬉野医療センター - 嬉野温泉BC - 湯の田
- JR九州バス - 武雄温泉駅から嬉野温泉を経由して彼杵駅に至る嬉野線を運行する。
  - 新武雄病院・たけお競輪場 - 武雄温泉駅南口 - 嬉野温泉BC - 彼杵駅
- 温泉タクシー - 2018年に廃止された昭和自動車の伊万里 - 武雄間の代替として、武雄温泉駅と伊万里市内の桃川駅を結ぶ乗合タクシーを運行する。
  - 武雄温泉駅前 - 高橋駅前 - 若木公民館前 - 桃川駅前

このほかかつては西肥自動車が伊万里市・佐世保市と武雄市を結ぶ路線を運行していたが現存せず、上記の「コーラルエクスプレス号」の廃止と「させぼ号」の武雄市内経由廃止もあって現在では西肥自動車は一般路線バス・高速バスともに武雄市内に乗り入れなくなった。

#### コミュニティバス
- ほんわカー - 2021年4月1日より市内各地域で運行していたコミュニティバス・デマンド型乗合タクシーの名称を「ほんわカー」に統一した。「武雄町・朝日町・橘町」「山内町」「武内町」「若木町」「北方町」の5地域で運行する。地域・便により、所定の時刻に所定の停留所を通るもの、予約型乗合タクシーとして運行するもの、予約型乗合タクシーで利用者登録が必要なものがある。

かつては祐徳自動車へ委託して運行する市内コミュニティバスの武雄市循環バス（朝日 - 橘 - 武雄線）があったが、代替として上記の「ほんわカー」を導入したことにより2021年4月30日限りで運行終了している。

### 道路

#### 高速道路
- 長崎自動車道
  - 武雄北方インターチェンジ - 川登サービスエリア - 武雄ジャンクション

#### 自動車専用道路
- 西九州自動車道
  - 武雄ジャンクション - 武雄南インターチェンジ

#### 一般国道
- 国道34号
- 国道35号
- 国道498号

#### 道の駅
- 山内

#### 主要地方道
- 佐賀県道1号佐世保嬉野線
- 佐賀県道25号多久若木線
- 佐賀県道26号伊万里山内線
- 佐賀県道36号武雄福富線
- 佐賀県道38号相知山内線
- 佐賀県道45号嬉野山内線
- 佐賀県道53号武雄伊万里線

## 文化施設

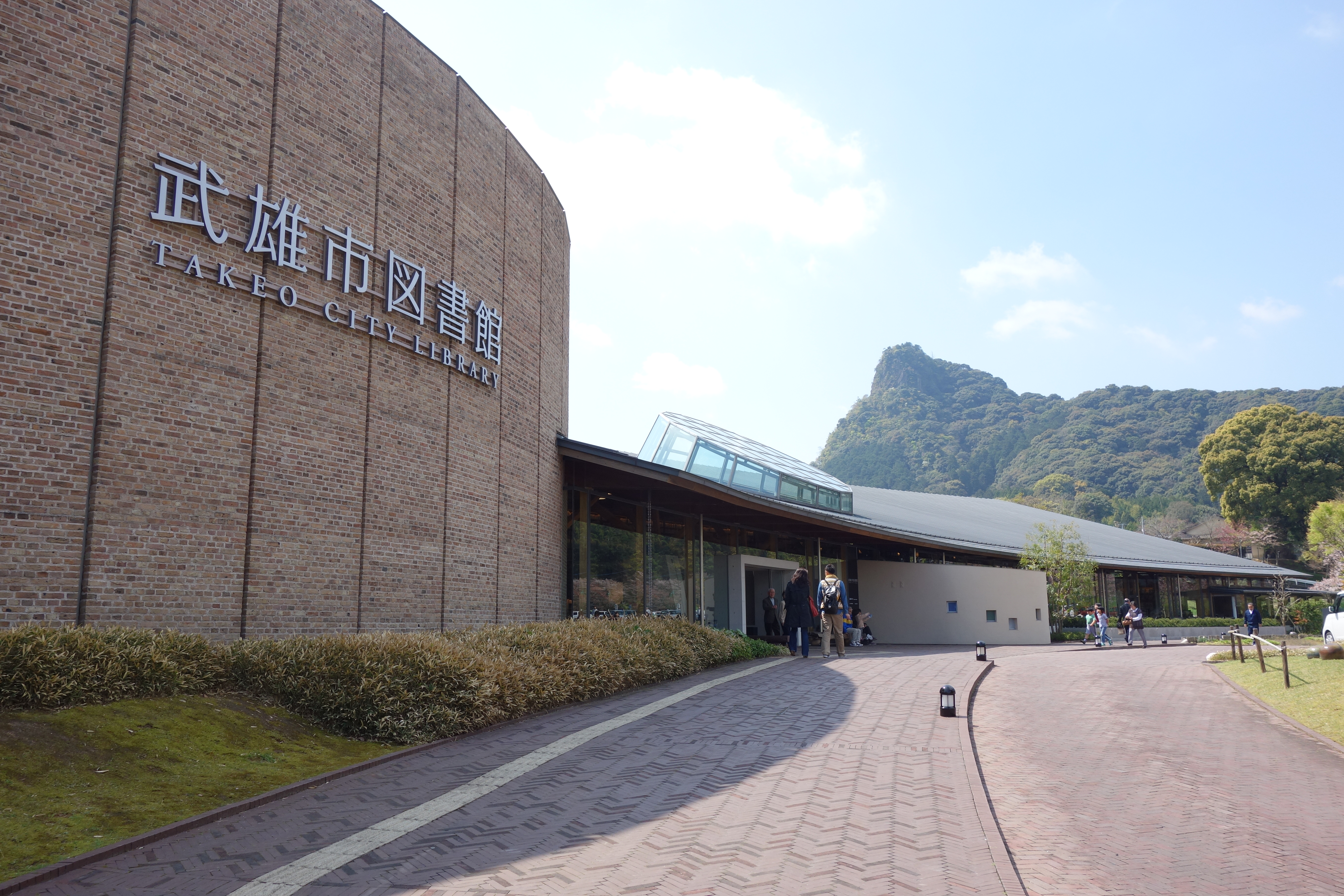
武雄市図書館

- 武雄市文化会館
- 佐賀県立宇宙科学館
- 武雄市図書館・歴史資料館

## スポーツ施設
- 武雄競輪場
- 白岩運動公園内
  - 白岩競技場
  - ケーブルワンスポーツパーク（武雄市民体育館、旧白岩体育館）
  - 白岩球場（1975年完成、2021年7月12日閉鎖[9]）
  - 白岩運動広場
  - 白岩相撲場
  - 白岩弓道場
  - 白岩軽運動場
  - 白岩ゲートボール場
- ひぜしんスタジアム（武雄市民球場）
- 天神崎公園テニスコート
- 北方スポーツセンター
- 北方運動公園テニスコート
- 北方運動公園プール
- 北方運動公園相撲場
- 北方運動公園運動場
- 北方西体育館
- サンスポーツランド北方
- 北方グラウンド
- 北方東運動場
- 北方東体育館
- 山内中央公園内
  - 山内中央公園グラウンド
  - 山内中央公園テニスコート
  - 山内中央公園プール
  - 山内中央公園武道館
  - 山内中央公園弓道場
  - 山内中央公園スポーツセンター
- 山内多目的スポーツ広場

## 特産品
- 武雄古唐津焼
- 黒尾のきゅうり
- 若木の豚（若楠ポーク）
- 弓野人形
- 西川登竹細工
- 焼き物（有田焼・伊万里焼）
- 佐賀牛
- 黒米（黒髪米）
- 温泉化粧水ゆほほ
- レモングラス
- いのしし肉
- 楼門バーガー
- 佐賀牛すき焼き弁当 - 第8回、第9回九州駅弁グランプリで1位

## 名所・史跡・観光スポット・祭事・催事

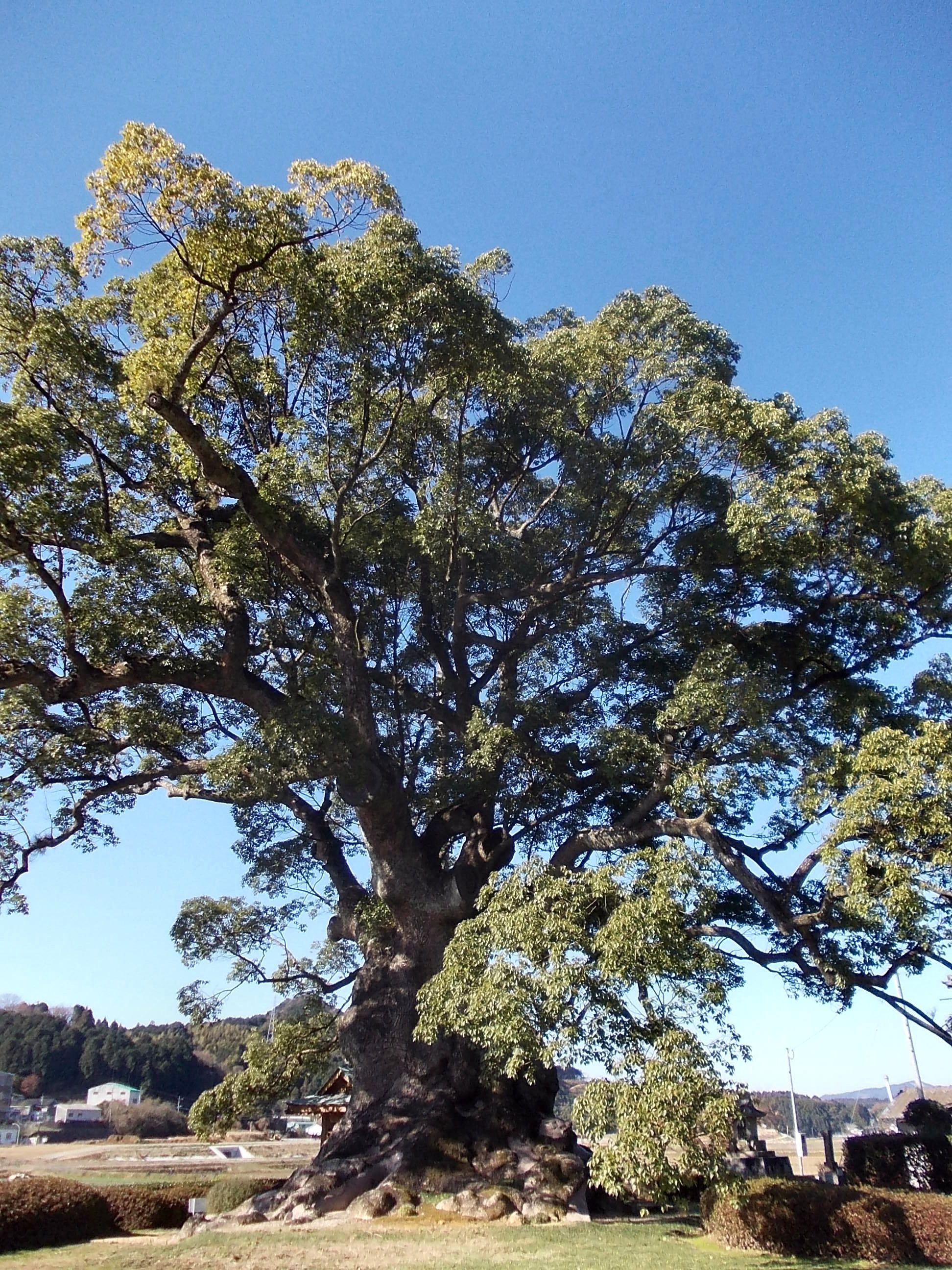
川古のクス

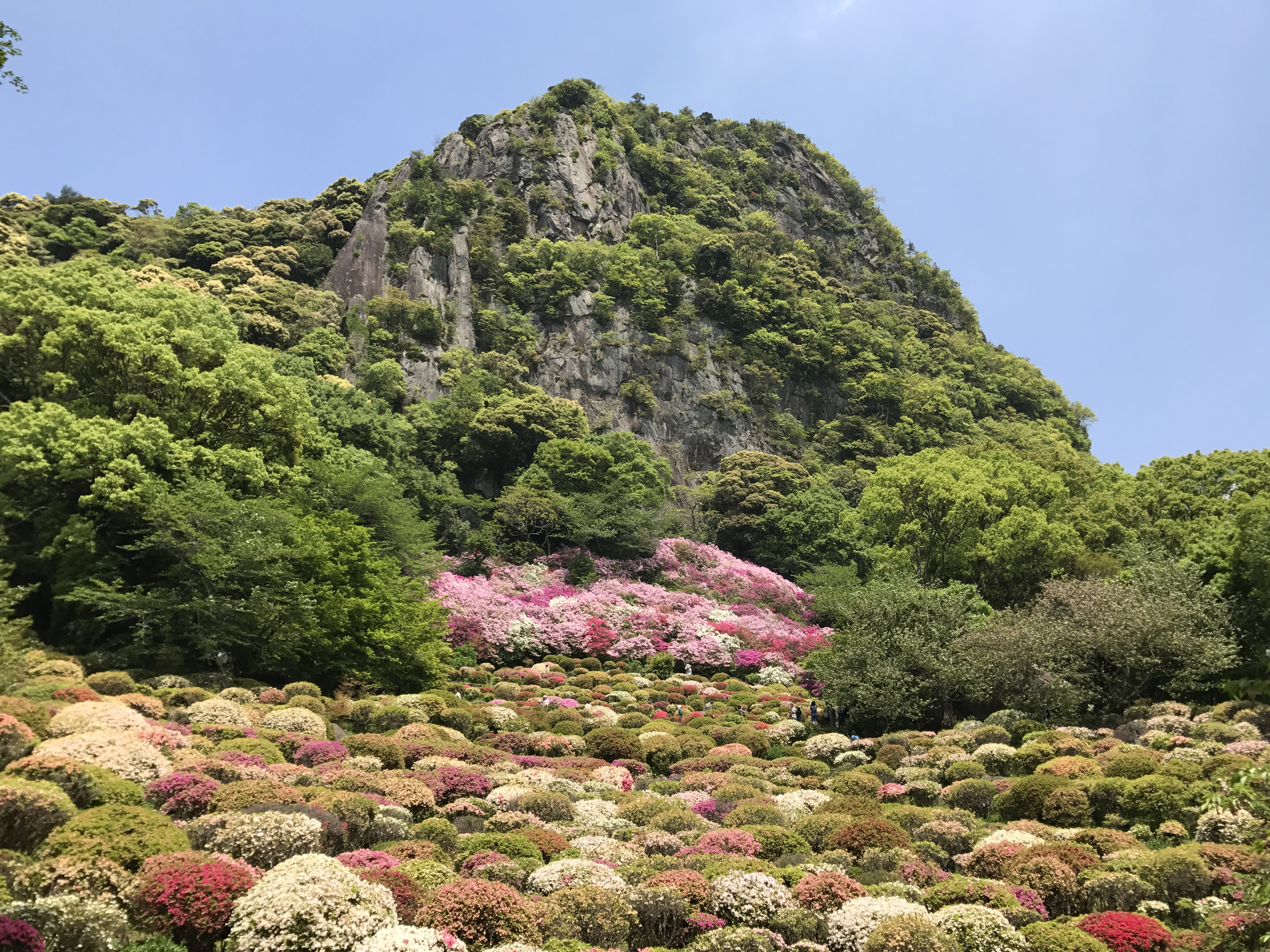
御船山楽園

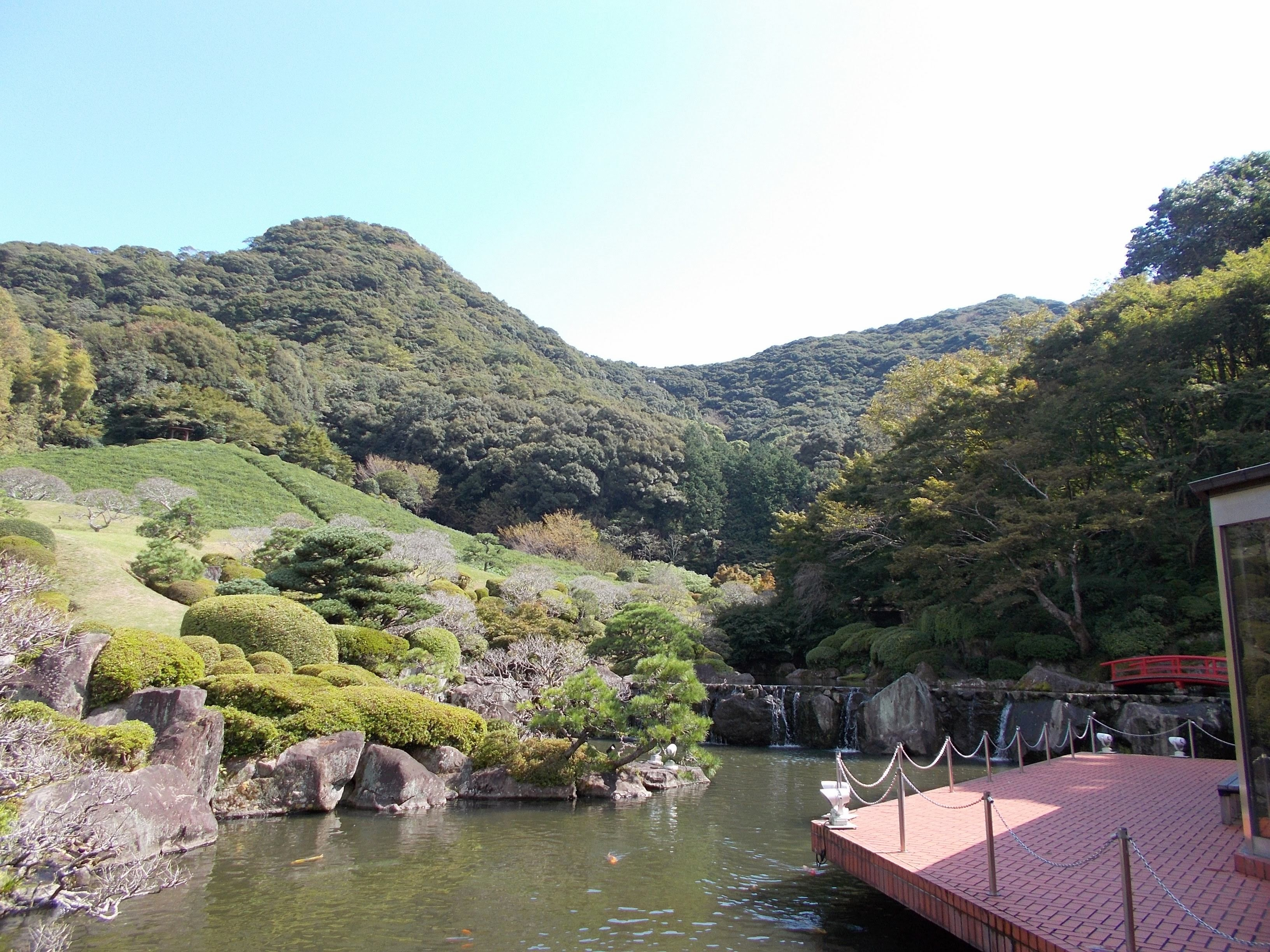
慧洲園

### 名所・史跡・観光スポット
- 武雄温泉
  - 武雄温泉楼門・武雄温泉新館 - いずれも武雄温泉内にある施設で辰野金吾が設計し、1915年に落成。2005年に国の重要文化財に指定された。
- 御船山楽園 - 「旧武雄邑主鍋島氏別邸庭園」として国の登録記念物に登録。桜、ツツジ、紅葉の名所。日本の庭園100選に選定。
- 慧洲園 - 中根金作が作庭した日本庭園。日本の庭園100選に選定。
- 武雄市文化会館庭園 - 武雄鍋島家の別邸庭園。紅葉の名所。
- 御船が丘梅林
- 武雄温泉保養村 - 池ノ内湖はため池百選に選定。桜、ホタルの名所。
- 佐賀県立宇宙科学館
- 桜山公園 - 桜の名所
- 円応寺 - 武雄鍋島家の菩提寺、桜の名所
- 廣福寺 - 木造四天王立像は国の重要文化財に指定。昭和初期の西日本13府県連続放火事件では本堂が全焼した。
- 武雄の三大大楠
  - 川古の大楠
  - 武雄の大楠
  - 柄崎の大楠
- 武雄神社
- 武雄温泉物産館
- 淀姫神社 - 『佐賀のがばいばあちゃん』メインロケ地。オープンセットが保存してある。
- 竹古場キルンの森公園・飛龍窯 - 世界一の大きさの登り窯
- 馬場の山桜 - 桜の名所
- おつぼ山神籠石（国の史跡） - 古代山城
- 森の遊園地 武雄嬉野メルヘン村
- きたがた四季の丘公園
- 高野寺 - シャクナゲの名所
- 大聖寺 - アジサイの名所
- 武雄北方ちゃんぽん街道 - 約3キロにわたる道沿いに10軒のちゃんぽん店が出店
- 黒髪の里 (道の駅山内)
- 北方温泉四季の里 七彩の湯
- 黒髪山県立自然公園 - 21世紀に残したい日本の自然100選に選定
  - 夫婦石
  - 乳待坊公園 - 桜、ツツジ、紅葉の名所
- 黒髪神社
- 神六山公園

### 祭事・催事
- 武雄温泉楼門朝市（毎週日曜 7:00〜9:30）
- 御船山楽園・花まつり（3月下旬〜5月上旬）
  - 九州最大級『桜ライトアップ』（3月下旬〜4月上旬）※桜の開花時期で前後する
- 武雄温泉春まつり（4月第一土日）
- 黒髪の里・春ほのぼの祭り（4月16日）
- 高野寺・シャクナゲ祭（4月中旬〜5月上旬）
- 四季の丘フェスタin きたがた（4月下旬）
- 御船が丘梅林・うめ〜ランド（5月下旬）
- 保養村・ほたる祭り（5月下旬〜6月上旬）
- 大聖寺・あじさいまつり（6月中旬〜7月上旬）
- 温泉どおり・灯籠まつり（8月上旬）
- 黒髪の里・ふれあいまつり（8月上旬）
- 北方盆踊り大会（8月16日）
- 大聖寺・お不動さんまつり（8月・2月第二土曜日）
- 武雄の荒踊（9月23日）
- 温泉どおり・名月バンコまつり（9月下旬）
- 武雄くんち 武雄温泉秋まつり（10月22日・23日）
  - 武雄神社の流鏑馬（10月23日）
- 黒髪神社おくんち祭（10月29日）
  - 黒髪神社の流鏑馬
- 御船山楽園・紅葉まつり （11月上旬〜12月上旬）
  - 夜間ライトアップ・イベント『たまゆらの夕べ』（11月中旬〜下旬）※紅葉の具合により前後する
- がばい武雄の物産まつり （11月中旬〜12月上旬の土日の2日間）
- 武内町黒牟田地区・民陶火まつり（11月下旬）
- 黒髪山陶芸作家村秋の窯開き（11月下旬）
- 黒髪の浪漫まつり（12月30日）
- 飛龍窯灯ろう祭り（2月中旬）
- 御船が丘梅林・観梅まつり（2月中旬〜3月下旬）

## 武雄市を舞台にした作品
映画
- 地雷を踏んだらサヨウナラ（1999年・シネカノン配給）

一ノ瀬泰造は、武雄出身でロケは武雄温泉通りでもあり、町の人たちもエキストラとして登場した。通りの様子を時代に合わせるために模様替えをし、泰造の業績を後世に伝えようと町を挙げて取り組んだ。
ドラマ（※は市内ロケあり）
- 取調室シリーズ
  - 取調室6 優しい笑顔と鉄の心を持つ陶芸界のマドンナに県警が挑んだ十二日間（1997年6月24日放送）※
  - 取調室11 ホシは元外科医の女性評論家、凶器なき密室殺人に県警が挑んだ12日間（2000年1月25日放送）※
  - 取調室13 凶器なき密室殺人…元女優が隠し続けた3ミリの傷と四角い血液（2001年2月20日放送）※

3作品ともに武雄市が舞台としてストーリーに絡む
- サ道 2021
  - 第11話 「サウナの理想郷でととのう」（2021年9月18日放送）※
  - 第12話 「世界のどこかで一緒にととのう」（2021年9月25日放送）※

漫画
- 哲也-雀聖と呼ばれた男（原案：さいふうめい、漫画：星野泰視）

第240〜245話(第29〜30巻収録)が武雄が舞台で武雄温泉楼門と武雄温泉新館が「楼門荘」として登場する。
ゲーム
- 電車でGO! プロフェッショナル2（タイトー・PlayStation 2版、Windows版）

武雄温泉駅を含めた佐世保線が登場する。2002年（平成14年）ごろのゲームデータのため武雄温泉駅は仮設駅になる前の駅が再現されている。他に肥前山口方には建設途中の高架橋も登場する。
ロケ地
- 佐賀のがばいばあちゃん（2007年、2010年）
テレビ版は、佐賀の民放テレビ局・サガテレビを系列局に抱え、同局の番組に現在は佐賀市在住の洋七自身も時折出演していることから、フジテレビが制作・放送した。メインロケ地には市長が中心となって誘致を進めた武雄市が選ばれ、同市には「佐賀のがばいばあちゃん課」が設置されるに至った。
- 女取調官シリーズ
  - 女取調官2 東京〜佐賀・玄界灘 同時殺人の謎（2012年2月20日放送）

撮影協力：武雄神社、武雄市教育委員会
武雄神社で遺体の男性と犯人と思われる女性が接触していた可能性があると調査していた。

## 著名な出身者
- 佐賀藩武雄領主
  - 鍋島茂義 - 鍋島家第28代当主。封建領主としては日本で初めて西洋式砲術を導入
  - 鍋島茂昌 - 鍋島家第29代当主。戊辰戦争で秋田に出征、勲功を挙げた。
- 山口尚芳 - 外交官
- 渋川玄耳 - ジャーナリスト
- 杉原荒太 - 政治家、外交官
- 中村是好 - 喜劇俳優
- 実松譲 - 海軍軍人、作家
- 松尾静麿 - 運輸省航空庁長官、日本航空社長・会長
- 森望 - 国土交通技官
- 岩崎卯一 - 社会学者、政治学者、関西大学学長。
- 林誠之助 - 俳優
- 大伴麟三 - 映画監督、脚本家
- 森田信尊 - 剣道家
- 長島厚 - 陸軍大尉。1945年8月の「占守島の戦い」の生き残り。
- 貝原俊民 - 兵庫県知事
- 吉田勝豊 - プロ野球選手
- 荒川文夫 - 大相撲力士
- 長嶺豊 - 競艇選手
- 筒井ガンコ堂 - 編集者、エッセイスト
- 一ノ瀬泰造 - カメラマン
- 中野和雄 - 漫画編集者。『キン肉マン』も担当しており同作品に登場する「アデランスの中野さん」のモデル。
- 吉竹顕彰 - 気象予報士、気象キャスター
- 佐々木昭彦 - 競輪選手
- 佐々木浩三 - 競輪選手
- 江口美智子 - ローカルタレント※東松浦郡厳木町（現唐津市厳木町）生まれ
- 松尾亜紀子 - 工学者、慶應義塾大学教授
- 小島淳二 - 映像作家
- 本山博幸 - 神奈川県松田町長
- 古里泰隆 - プロ野球選手
- おのくみこ - ローカルタレント
- 福地寿樹 - プロ野球選手
- 森惠佑 - プロサッカー選手
- 大久保千夏 - アナウンサー
- 福田孝子 - アナウンサー
- AMADORI - 女性歌手
- 山村亮 - ラグビー選手
- 大宅龍則 - プロレスレフェリー
- 古川侑利 - プロ野球選手
- 青木理奈 - ローカルタレント
- 樋渡真司 - 俳優